# Blautia

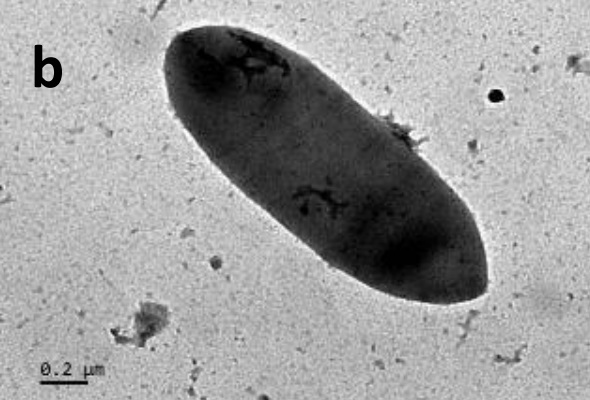
Blautia celeris

Blautia es un género de bacterias grampositivas de la familia Lachnospiraceae. Fue descrito en el año 2008. Su etimología hace referencia al microbiólogo alemán Michael Blaut. Son bacterias anaerobias estrictas. Contiene especies móviles e inmóviles y especies formadoras o no de esporas. La mayoría de especies forman parte de la microbiota humana y de animales, por ello casi todos los aislamientos se han hecho en heces. Sólo hay una especie con aislamiento ambiental, Blautia liquoris.